# Sofá Marshmallow

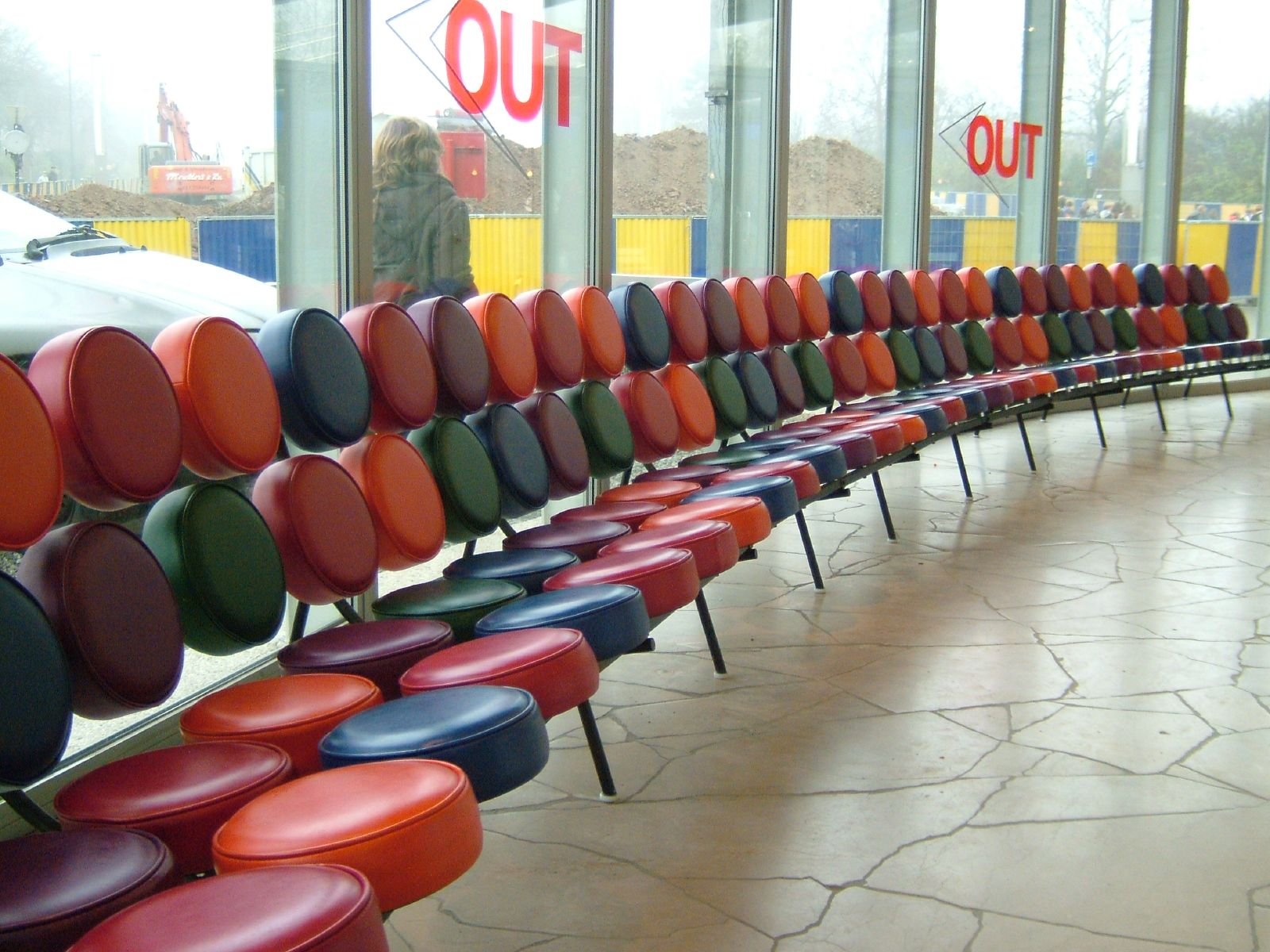
Una fila de sofás Marshmallow.

El Marshmallow Love Seat #5670, comúnmente conocido como el sofá Marshmallow, es un sofá modernista producido por la compañía estadounidense de muebles Herman Miller, que se fabricó originalmente entre 1956 y 1961. Es considerado el más icónico de todos los sofás modernistas. El sofá fue diseñado por Irving Harper de George Nelson Associates. Se produjo en dos longitudes de 1956 a 1961. Consiste en una estructura de metal con discos redondos de espuma cubierta, o «malvaviscos», repartidos por el asiento y el respaldo en forma de celosía.
El sofá, en el más pequeño de los dos tamaños, fue reeditado en la década de 1980 como parte de la línea «Herman Miller Classics» y continúa en producción en la actualidad.

## Historia
El diseño se creó en 1954 cuando un vendedor de una empresa de plásticos de Long Island presentó al estudio de la ciudad de Nueva York de George Nelson un ejemplo de la capacidad de la empresa para crear discos de espuma redondos de 12 pulgadas que se «desollaban». Los costos de fabricación limitados hicieron que el artículo fuera atractivo, y se le pidió al diseñador Irving Harper que diseñara un mueble alrededor de los discos. Durante un fin de semana, Harper diseñó un sofá, incorporando 18 de los discos dispuestos sobre un marco de metal. El invento no cumplió su promesa, ya que cubrir las almohadillas de los asientos individuales resultó costoso y requería mucho tiempo, convirtiendo la pieza económica prevista en un producto de lujo. Sin embargo, Herman Miller siguió adelante con la producción del sofá y lo presentó en 1956.
El sofá Marshmallow fue publicado originalmente por Herman Miller en 1956, y apareció en su catálogo de 1957. El sofá se dejó hacer en 1961. A pesar de su popularidad y visibilidad en las publicaciones de Herman Miller, solo se produjeron 186 sofás Marshmallow entre 1956 y 1961. La versión de 52" fue reeditada en la década de 1980 como parte de la línea «Herman Miller Classics» y continúa en producción en la actualidad, aunque en cantidades limitadas.

## Diseño
Incluido oficialmente por Herman Miller como el Marshmallow love seat #5670, el sofá fue diseñado para ventas residenciales y por contrato (oficina). El divertido diseño del sofá Marshmallow es el resultado de la colocación de cojines circulares de «malvavisco» a intervalos regulares a lo largo de una estructura de metal. Los cojines estaban cubiertos con tela, vinilo o cuero en colores brillantes. Generalmente todos los cojines eran del mismo color, pero el sofá también se podía pedir con cojines de varios colores para un look más caprichoso.
El sofá Marshmallow fue diseñado con el estilo «atomista» que se ve en otros diseños clásicos de George Nelson Associates, como el «Reloj de bolas» (1950) y el «Hang-It-All» (1953). El estilo «atomista» explota sus partes en elementos separados de colores brillantes, en este caso los cojines de los asientos. Fue una adaptación de las representaciones artísticas del átomo, que utilizó puntos individuales de colores brillantes para representar partículas atómicas.
El sofá Marshmallow se fabricó en dos largos. La versión de 52" incorpora 18 cojines en un patrón de 4-5-5-4. La longitud de 103" usa 38 cojines en un patrón 9-10-10-9.

## Atribución de diseño
El sofá Marshmallow fue diseñado en 1954 por Irving Harper. Durante décadas, el diseño del sofá Marshmallow se atribuyó a George Nelson, al igual que la práctica de los diseños de George Nelson Associates, Inc. Sin embargo, más tarde se reveló que muchos de los diseños de la firma eran en realidad los de otros diseñadores que trabajaban para la firma. John Pile, un diseñador que trabajó para George Nelson Associates, Inc. en la década de 1950, explicó: «La actitud de George era que estaba bien que los diseñadores individuales recibieran crédito en las publicaciones comerciales, pero para el mundo del consumidor, el crédito siempre debe ser para la empresa, no el individuo. Sin embargo, no siempre cumplió con esa política».

## Como piezas de coleccionista
Ejemplos de los 186 sofás producidos originalmente se venden habitualmente por 15 mil dólares o más. El sofá con longitud extremadamente larga de 103" rara vez se ofrece a la venta. Un ejemplo, cubierto de tela blanca y firmado por Irving Harper, fue vendido por Sotheby's en el 2000 por 37 500 dólares.

## En la cultura popular
En la portada del segundo volumen de Spy × Family, se muestra a Anya Forger sentada en un sofá Marshmallow.